# Saalmuellerana schoenheiti
Saalmuellerana schoenheiti là một loài bướm đêm trong họ Noctuidae.